# Манојло I Велики Комнин
Манојло I Велики Комнин (грч. Μανουήλ Α΄ Μέγας Κομνηνός; Трапезунт) је био трапезунтски цар од 1238. до 1263. из династије Великих Комнина. Био је син Алексија I и његове жене Теодоре.
За време Манојлове владавине Трапезунтско царство је обухватало територију која се протезала дуж целе обале Црног мора. О његовој владавини постоји врло мало записа, а Манојлову владавину је обележио и катастрофални пожар који је погодио Трабзон јануара 1253. године. Спољни извори наводе да је за време његове владавине, тачније 24. јуна 1254. године повраћен и град Синоп који је био изгубљен 40 година пре тога од стране Румског султаната. Током година којих је Манојло држао овај лучки град селџуци су били без излаза на море, што је Трапезунтско царство поново поставило као главну поморску силу у Црном мору.
У писаним изворима се такође наводи да је 1243. године Трапезунтска војска помагала Турцима Селџуцима и Никејском царству против Монгола у Персији.
Манојло је умро марта 1263. године, а пре смрти је именовао најстаријег сина Андроника као његовог наследника. 
Манојло I Велики Комнин (грч. Μανουηλ Κομνηνος; умро у марту 1263) је био цар Трапезунтског царства од 1238. до своје смрти. Био је млађи син цара Алексија I и његове жене царице Теодоре. У време владавине цара Манојла I, Трапезунтско царство је обухватало територију која се протезала дуж јужне обале Црног мора. Иако Михајло Панарет, трапезунтски хроничар из 14. века, цара Манојла I назива „највећим генералом и најсрећнијим“ и наводи да је владао „виртуално у очима Бога“, једини догађај који документује за Манојлову владавину је катастрофални пожар који је погодио град Трапезунт, јануара 1253. године. Главни догађаји његове владавине познати су из спољних извора, од којих је најважнији опоравак Синопе 1254. године, која је била изгубљена пре четрдесет година у корист Румског султаната.

## Цар Манојло I и Монголи
Године 1243. забележено је да је Трапезунтска војска помагала Турцима Селџуцима, заједно са одредом Никејског царства, против Монгола у Персији у бици код Кесе Дага. Упркос томе, селџучке снаге су биле разбијене, а и Селџуци и њихови савезници морали су да признају своју потчињеност победничким Монголима. Цар Манојло I је лично посетио двор великог кана Гујука још 1246. године; ово је био важан чин, како примећује Рустам Шукуров, јер се лична посета вазалног владара кановом двору сматрала неизоставном церемонијом; довео је ове особе у „породицу“ Великог кана. „Селџучка Анадолија је била под строгом контролом Монгола“, пише Шукуров. „Свака озбиљна промена у друштвеном и политичком животу (укључујући именовања на кључне функције) захтевала је монголско одобрење и санкције, што је било оличено, посебно, у иарлигхтсу.“
Дана 24. јуна 1254. године, цар Манојло I је поново заузео Синопу и поставио Гадраса за архонта црноморске луке. Куршкански сугерише да је цар Манојло I добио јарлик пре овог напада, иако признаје да то не би било у складу са праксом трапезунтских царева. Током година док је цар Манојло држао ову луку, Турци Селџуци су били без излаза на море, што је Трепезунт поново учинило главном поморском силом у Црном мору.
Шукуров расправља са Куршканским да ли је цар Манојло I добио јарлик од Илханских Монгола да поврати Синопу, и даље тврди да је то учињено да би се осрамотила Златна Хорда, који су били господари Турака Селџука; Гувернер Синопе у време када је цар Манојло I заузео луку био је Раис ал-Бахр Шуја ал-Дин Абд ал-Рахман, селџучки поморски командант, који је учествовао у селџучкој дипломатској мисији код Бату Кана, владара Златне Хорде 1253. године, где је добио Батуов јарлик дајући му управу над градом. Неколико година касније, у октобру 1256, једног од тројице браће који су наследили Селџучки султанат Рум, султана Кејкавуса II, је поразио монголски гувернер Персије, Бајџу Нојан, султан је након пораза побегао, а уточиште је пронашао у Никејском царству, овом победом Анадолија прелази из сфере утицаја Златне Хорде у сферу утицаја Илханата.
Цар Манојло I Велики Комнин је умро у марту 1263. године, „препоручивши и одабравши“ — да употребимо Панаретове речи — свог најстаријег сина Андроника за свог наследника.

## Дипломатска мисија код краља Луја IX Светог од Француске
Цар Манојло I је 1253. године послао изасланике француском краљу Лују IX, који је тада био у Сидону након пораза у бици код Фарискура, тражећи да ожени ћерку француског краља. „Краљ није имао француске принцезе са собом у крсташком рату“, пише Вилијам Милер, „али је препоручио цару Манојлу I да склопи брачни савез са Латинским царством у Цариграду, што би била корисна помоћ „тако великог и богатог човека“. против Ватаца, цара Никејског царства.“ Жан де Жоенвил сведочи о Манојловом богатству, наводећи да је краљ Лују IX послао „поклон од разних драгуља, а такође, између осталог, и неколико лукова од дреновог дрвета. Зарези за осовине су биле уврнути у лукове, а када су се ове осовине олабавиле, видело се да су веома оштре и добро направљене.“
Иако Милер не успева да понуди разлог за Манојлово посланство упућено краљу Лују IX, два новија писца јесу, а они нису искључиви. Куршански је истакао да би тајминг дипломатске мисије имао смисла ако је прва жена цара Манојла I, трапезунтска племкиња царица Ана Ксилалоја, умрла пре те године а цар Манојло I сматрао је да би му брачни савез са француским краљем користио; а након што је краљ Луји IX одбио прдлог, цар Манојло I се оженио Ирином Сирикеном. Ако је ово тачно, то представља преко потребну тачку сидришта у хронологији Манојловог живота. Други могући разлог сугерисао је Рустам Шукуров: познато је да су Манојлови монголски господари били наклоњени хришћанству, и можда је цара Манојла I та наклоност охрабрила да тражи везу са „неоспорним вођом крсташког покрета и неуморним ратником против ислама".

## Новац цара Манојла I
Манојлова владавина је значајна по томе што је био први цар Трапезунта који је издао велики број новчића. Ово је важно из два разлога: први је да се издавање кованица од племенитог метала, као што су сребро или злато, обично сматра демонстрацијом суверенитета од стране владара; други је да се обим кованог новца који је издао владар често користи као показатељ економске активности. Иако је утврђено да неки бакарни скифати потичу из ковнице цара Андроника I Гида, према Оту Ретовском, тада је исковано више од 200 врста сребрних аспри — карактеристичног новчића Царства, више него било који други владар Трапезунта -  додатак другој сребрној и бронзаној валути. (Цар Јован II је  други, са око 138 врста аспри током своје владавине.) Трапезунтски новчићи су циркулисали ван царства, посебно у Грузији. Његови новчићи су тамо постали толико уобичајени да је његово име постало општа реч на грузијском за новац; кирманојло је изведено од "курос Манојло" или "Цезар Манојло".
Узрок ове изненадне експлозије обима валуте није јасно познат. Сигурно нису сви потицали од Манојлових сребрњака. И Рот и Ретовски су идентификовали одређени број кованица искованих као имитације у Грузији да би задовољили тамошњу потражњу. Мишел Куршански је сугерисао да су неки од ових типова исковани током владавине Манојлових наследника — цара Андроника II и цара Георгија — зато што су им њихови монголски господари забранили да коују сребрне новчиће на своја имена. Ипак, због тога је велика већина новчића са његовим именом искована током његове владавине.
Неки писци приписују овај велики број аспри промени руте Пута свиле током Манојлове владавине. Уништење Багдада од стране Хулагу Кана 1258. године оживело је трговачки пут који је водио на север од Јерменије и долине горњег Еуфрата до Ерзерума, а затим преко превоја Зигана до Трапезунта, уместо до Средоземног мора. Међутим, Ентони Брајер истиче да је обим трговине на овој рути био минускулан, а порези и дажбине извучени из робе која је пролазила кроз Трапезунт (позната као комеркион) би износила највише 30% укупних прихода Царства у промету године, а чешће 6%. Други аутор је истакао да су рудници сребра у региону Гумусхане били у границама Трапезунтског царства током 13. века, и да су могли да буду сировина за ове новчиће; али даља истраживања су показала да ови рудници сребра током 13. века; нису били у великој мери експлоатисани пре 18. века. Куршански је сугерисао да ови новчићи представљају данак који су извлачили доминантни Монголи у Персији, иако то не објашњава бригу која се водила око ковања свих ових новчића: већина овог данака би, након што је испоручена монголским господарима, била претопљена и користи се за производњу других новчића или накита.

## Наслеђе
Цар Манојло I је обновио манастир Света Софија у Трапезунту између 1250. и 1260. Истмонд описује Манојлову цркву као „најбољи преживели византијски царски споменик свог периода.“ Када је цар Михаило VIII Палеолог поново заузео Константинопољ од Латинског царства 1261. године, цар Манојло I је у потпуности захтевао да га опозове. напусти своје право на титулу „Цар и аутократа Римљана“, ону коју су обично користили византијски цареви.

## Породица
Цар Манојло I је био други син цара Алексија I, првог цара Трапезунтског царства; његов старији брат, цар Јован I Аксух, био је његов претходник. Током опсаде Синопе, један од извора наводи да цар Алексије I има „у Трапезунту одрасле синове који су способни да владају“, па је вероватно да је цар Манојло I рођен пре 1214. године.
Цар Манојло I је имао децу од три различите жене; после њега цароваше четворо његове деце. Старији научници, попут Милера и Финлаја, претпостављали су да су све три жене његове жене, али је недавно Мишел Куршански тврдио да су само две биле његове жене, а да је Русудан од Грузије једноставно била његова љубавница.
Прва супруга му је била, Ана Ксилалоја, трапезунтске племкиња, са њом је имао једно дете:
- Андроник II, кој је наследио цара Манојла I;

Друга супруга је, Русудан Багратион, Грузијска принцеза, имали су једно дете :
- Теодора

Трећа супруга је Ирина Сирикена, трапезунтска племкиња, са њом је имао четворо деце:
- Ђорђе, касније постао цар;
- Ћерка непознатог имена, удала се за краља Грузије, Деметријус II;
- Ћерка непознатог имена;
- Јован II, касније постао цар.

## Породично стабло
|  |                             |  |  |  |  |  |  |  |  |  |  |  |  |  |  |  |
|  | 8. Андроник I Комнин        |  |  |  |  |  |  |  |  |  |  |  |  |  |  |  |
|  |                             |  |  |  |  |  |  |  |  |  |  |  |  |  |  |  |
|  |                             |  |  |  |  |  |  |  |  |  |  |  |  |  |  |  |
|  | 4. Манојло Комнин           |  |  |  |  |  |  |  |  |  |  |  |  |  |  |  |
|  |                             |  |  |  |  |  |  |  |  |  |  |  |  |  |  |  |
|  |                             |  |  |  |  |  |  |  |  |  |  |  |  |  |  |  |
|  | 2. Алексије I Велики Комнин |  |  |  |  |  |  |  |  |  |  |  |  |  |  |  |
|  |                             |  |  |  |  |  |  |  |  |  |  |  |  |  |  |  |
|  |                             |  |  |  |  |  |  |  |  |  |  |  |  |  |  |  |
|  | 10. Гиорги III од Грузије   |  |  |  |  |  |  |  |  |  |  |  |  |  |  |  |
|  |                             |  |  |  |  |  |  |  |  |  |  |  |  |  |  |  |
|  |                             |  |  |  |  |  |  |  |  |  |  |  |  |  |  |  |
|  | 5. Русудан                  |  |  |  |  |  |  |  |  |  |  |  |  |  |  |  |
|  |                             |  |  |  |  |  |  |  |  |  |  |  |  |  |  |  |
|  |                             |  |  |  |  |  |  |  |  |  |  |  |  |  |  |  |
|  | 1. Манојло I Велики Комнин  |  |  |  |  |  |  |  |  |  |  |  |  |  |  |  |
|  |                             |  |  |  |  |  |  |  |  |  |  |  |  |  |  |  |
|  |                             |  |  |  |  |  |  |  |  |  |  |  |  |  |  |  |
|  | 6. Јован Комнин Дебели (?)  |  |  |  |  |  |  |  |  |  |  |  |  |  |  |  |
|  |                             |  |  |  |  |  |  |  |  |  |  |  |  |  |  |  |
|  |                             |  |  |  |  |  |  |  |  |  |  |  |  |  |  |  |
|  | 3. Теодора Аксухина         |  |  |  |  |  |  |  |  |  |  |  |  |  |  |  |
|  |                             |  |  |  |  |  |  |  |  |  |  |  |  |  |  |  |
|  |                             |  |  |  |  |  |  |  |  |  |  |  |  |  |  |  |